# Otto D. Tolischus
Otto David Tolischus (geboren 20. November 1890 in Ruß, Deutsches Reich; gestorben 24. Februar 1967 in New York City) war ein US-amerikanischer Journalist.

## Leben
Otto Tolischus wanderte 1907 in die USA aus. Er schlug sich als Fabrikarbeiter durch und besuchte die Columbia School of Journalism. Tolischus wurde Reporter bei der Cleveland Press und stieg zum leitenden Redakteur auf. Ab 1923 war er Europa-Korrespondent für den Nachrichtendienst Universal Service in Berlin und 1931/32 Chefkorrespondent für International News Service in London. 
Ab 1933 war er Korrespondent im Berlin-Büro der New York Times (NYT) und berichtete aus dem nationalsozialistischen Deutschland. Nach Kriegsbeginn 1939 musste er im Jahr 1940 Deutschland verlassen. Tolischus wurde im Januar 1941 Auslandskorrespondent für die NYT und die Londoner Times in Japan und wurde dort nach dem japanischen Angriff auf Pearl Harbour interniert. Während seiner fünfmonatigen Gefangenschaft wurde er misshandelt und kehrte dann im Rahmen eines Gefangenenaustausches in die USA zurück. Tolischus arbeitete als „editorial writer“ bis 1967 in der Redaktion der NYT. Er veröffentlichte drei Bücher über seine Auslandstätigkeit.
Tolischus erhielt 1940 den Pulitzer-Preis für Korrespondenz.

## Schriften (Auswahl)
- They Wanted War. New York: Reynal and Hitchcock, 1940
- Tokyo Record. New York: Reynald and Hitchcock, 1943
- Through Japanese Eyes. New York: Reynald and Hitchcock, 1945